# Scottish First Division 2002/03
Die Scottish Football League First Division wurde 2002/03 zum 28. Mal als nur noch zweithöchste schottische Liga unter diesem Namen ausgetragen. In der zweithöchsten Fußball-Spielklasse der Herren in Schottland traten in der Saison 2002/03 10 Klubs in insgesamt 36 Spieltagen gegeneinander an. Jedes Team spielte jeweils viermal gegen jedes andere Team. Bei Punktgleichheit zählte die Tordifferenz.
Die Meisterschaft gewann der FC Falkirk, mangels eines erstligatauglichen Stadions wurde dem Klub jedoch der Aufstieg in die Scottish Premier League verwehrt. Absteigen in die Second Division mussten Alloa Athletic und der FC Arbroath. Torschützenkönig mit 20 Treffern wurde Owen Coyle vom FC Falkirk.

## Statistiken

### Abschlusstabelle
| Pl. | Verein                       | Sp. | S  | U  | N  | Tore    | Diff. | Punkte |
| --- | ---------------------------- | --- | -- | -- | -- | ------- | ----- | ------ |
| 1.  | FC Falkirk                   | 36  | 25 | 6  | 5  | 080:320 | +48   | 81     |
| 2.  | FC Clyde                     | 36  | 21 | 9  | 6  | 066:370 | +29   | 72     |
| 3.  | FC St. Johnstone (A)         | 36  | 20 | 7  | 9  | 049:290 | +20   | 67     |
| 4.  | Inverness Caledonian Thistle | 36  | 20 | 5  | 11 | 074:450 | +29   | 65     |
| 5.  | Queen of the South (N)       | 36  | 12 | 12 | 12 | 045:480 | −3    | 48     |
| 6.  | Ayr United                   | 36  | 12 | 9  | 15 | 034:440 | −10   | 45     |
| 7.  | FC St. Mirren                | 36  | 9  | 10 | 17 | 042:710 | −29   | 37     |
| 8.  | Ross County                  | 36  | 9  | 8  | 19 | 042:460 | −4    | 35     |
| 9.  | Alloa Athletic (N)           | 36  | 9  | 8  | 19 | 039:720 | −33   | 35     |
| 10. | FC Arbroath                  | 36  | 3  | 6  | 27 | 030:770 | −47   | 15     |

Platzierungskriterien: 1. Punkte – 2. Tordifferenz – 3. geschossene Tore – 4. Direkter Vergleich (Punkte, Tordifferenz, geschossene Tore)
| Saison 2002/03 |

| Zum Saisonende 2001/02 |                                       |
| (A)                    | Absteiger aus der Premier League      |
| (N)                    | Neuaufsteiger aus der Second Division |